# Cristian Machado
Cristian Machado (Rio de Janeiro, 1974) è un cantante brasiliano.
È il cantante della band nu metal Ill Niño. Egli si è anche esibito con i Headclamp e i La Familia e ha fatto molte apparizioni con i Soulfly e i 40 Below Summer.

## Biografia
Cristian nacque in Brasile, figlio di un musicista. Presto però si trasferì in Venezuela con sua madre. Nel 1986 si trasferì nuovamente, questa volta verso New Jersey dove passò la sua gioventù, senza mai più rivedere il padre (oggi i due si sentono nuovamente attraverso le e-mail). Nel 1999, dopo essersi avvicinato al mondo della musica nu metal, fondò un gruppo, gli Ill Niño, con altri suoi concittadini. Attraverso i dischi prodotti con questo gruppo, Cristian raggiunse l'attuale notorietà.

## Discografia
- Revolution Revolución
- Confession
- One Nation Underground
- Enigma
- Dead New World